# Manicou River
Der Manicou River ist ein Fluss an der Westküste von Dominica. Er verläuft im Parish St. John und mündet in der Douglas Bay ins Karibische Meer.

## Geographie
Der Manicou River entspringt im westlichen Gipfelbereich des Morne aux Diables (⊙). Ein weiterer Quellfluss entspringt etwas weiter nördlich.
Die Quellbäche fließen an steilem Hang nach Westen und vereinigen sich nach etwa einem Kilometer. Von da fließt der Fluss stetig weiter in westlicher Richtung, passiert  Everton Hall Estate im Süden und mündet bei Savanne Paile (Tanetane) in die Douglas Bay. Nach Norden schließt sich das Einzugsgebiet des kleinen Toucari River, sowie des größeren Lamothe River an und nach Süden des Salt River.
Die Verbindungsstraße von Tanetane nach Penville im Osten der Insel folgt streckenweise dem Flusstal beim Anstieg über die Hänge des Morne aux Diables.